# Assumpció de Cantillana
L'Assumpció de Cantillana és una talla escultòrica del segle xvi, d'autor desconegut, que presideix l'altar major de la parròquia de Nostra Senyora de l'Assumpció de la localitat de Cantillana a província de Sevilla.
És una escultura de mida natural, que flecta el genoll sobre un núvol, sense agenollar-se completament. La figura és inclinada cap al costat esquerre el que dona una impressió de moviment.
Va ser restaurada tres cops, primer en la dècada de 1940 per José Rivera; una segona vegada l'any 1999 per José Rodríguez Rivero-Carrera i finalment el 2014 per Pedro Manzano Beltrán.
Des de juliol de 1950, amb motiu de la reconstrucció de la façana, es va instal·lar a la porta de l'església una rajola en honor de la Verge titular de la parròquia, realitzada per Alfonso Chaves Tejada. L'Ajuntament de Cantillana, en ple celebrat el 27 de gener de 1995, va concedir la Medalla d'Or de la vila a la Mare de Déu de l'Assumpció.

## Festes i cultes
Des del mes d'agost fins al novembre se celebren unes festes importants en honor de l'Assumpció Gloriosa.

### A l'agost

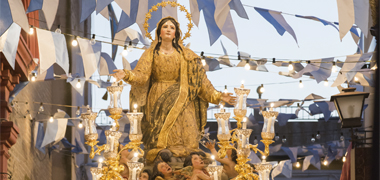
Sortida processional el 15 d'agost

El 15 d'agost se celebra la solemnitat de l'Assumpció de la Verge i és la festa principal de la Germandat. A les 11 del matí a l'Església té lloc la cerimònia principal de l'Institut de la Germandat. Hi participen la Banda de música i el cor polifònic de la Germandat amb orquestra de cambra, les autoritats, així com diferents representacions de germandats convidades dels pobles veïns i de la capital.
A les nou de la tarde se celebra la processó amb l'estàtua l'Assumpció. Hi assisteixen milers de fidels i devots de les localitats veïnes, d'Andalusia i de la resta d'Espanya. La Verge en el seu pas processional apareix recolzada sobre un núvol que surt d'un sepulcre d'or on sembla elevar-se a cel.

### Al setembre

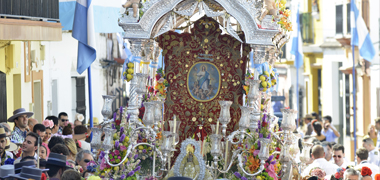
Simpecado de la Pujada el matí del diumenge

Els actes d'aquesta festa se succeeixen des de dijous, dia de les corregudes amb motocicletes, divendres, coronació de la Reina de la Festa, dissabte amb les corregudes a cavall i Sant Rosari Flamenc, aquesta festa acaba sempre el tercer diumenge de setembre amb l'acte de la Pujada.
El dia principal és el diumenge, ja que és el dia en què la Mare de Déu, a les dotze de la nit, puja al seu tron de l'altar major. Prèviament el simpecado (bandera o insígnia que porten les confraries de la Verge en moltes processons) anomenat de La Subida, ha recorregut els carrers de Cantillana en la seva carreta de plata tirada per bous. Destaca el moment de convivència que es porta a terme en el denominat Real de la Alameda, on els assistents a la festa celebren la festa en envelats amb balls i cants.

### Dogma

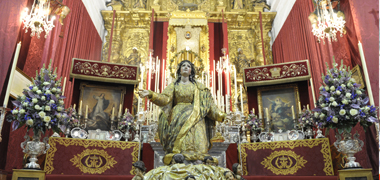
Besamans Assumpció de Cantillana

Els dies 29, 30 i 31 d'octubre se celebra un tríduum en honor del dogma de l'Assumpció. A la fi del tríduum, el dia 1 de novembre, comença la celebració amb el rosari des de l'ermita de Sant Bartomeu cap a l'església parroquial, on posteriorment se celebra la cerimònia principal, seguida d'un nou rosari en sentit invers. Aquests rosaris públics es troben presidits pel denominat simpecado del dogma.
A l'inici de la tarda i fins a la nit la imatge es troba baixada de l'altar major i els creients poden besar-li la mà.